# 鷲田清一
鷲田 清一（わしだ きよかず、1949年9月2日 - ）は、日本の哲学者（臨床哲学・倫理学）。評論家、大阪大学名誉教授、京都市立芸術大学名誉教授。せんだいメディアテーク館長、サントリー文化財団副理事長、京都コンサートホール館長。関西大学文学部教授、大阪大学総長、京都市立芸術大学理事長・学長などを歴任した。
京都大学文学部哲学科を卒業し、京都大学大学院文学研究科博士課程単位取得退学。フッサールや、メルロ＝ポンティといった現象学、身体論の視点から、他者、所有、規範、制度などの諸問題を論じる。
ファッションと自己の相関を考察した『モードの迷宮』(1987年）、『顔の現象学』（1998年）などにより、独自の研究領域を開拓した。また、医療や教育の現場に哲学の思考をつなぐ「臨床哲学」を提唱し、『「聴く」ことの力』（1999年）、『くじけそうな時の臨床哲学クリニック』（2001年）などを著す。臨床哲学とは、いたずらに学説を援用するのではなく、身体のある場所から哲学を始める方法である。哲学の発想を社会が抱えている諸問題につなげることによって、哲学が社会に対してできることを探求している。
フランス発祥の哲学カフェを1990年代、日本に初めて持ち込んだ。

## 来歴
1949年、京都府京都市で生まれた。京都市立醒泉小学校を経て、京都学芸大学附属中学校に進学し、京都教育大学教育学部附属高等学校の一期生となった。京都大学文学部哲学科を卒業後、京都大学大学院文学研究科に進み、博士課程を単位取得退学した。関西大学文学部で教鞭を執り、教授などを務めた。その後、大阪大学に移り、大学院文学研究科の研究科長や文学部長などを歴任した。さらに、大阪大学の副学長、および、その設置者である「国立大学法人大阪大学」の理事を経て、大阪大学の総長に就任した。2011年、大阪大学総長を退任、名誉教授となる。同年9月に大谷大学に転じ、文学部哲学科の教授を務めている（現在は客員教授）。2015年4月より2019年3月まで京都市立芸術大学理事長・学長。2019年4月、京都市立芸術大学名誉教授。

## 活動
専攻は臨床哲学・倫理学。現象学や身体論を専門としており、ファッションを研究している。また、サントリー学芸賞、桑原武夫学芸賞、読売文学賞評論・伝記賞など各賞を受賞している。かつては大佛次郎賞、サントリー学芸賞（思想･歴史部門）、和辻哲郎文化賞（学術部門）、河合隼雄学芸賞選考委員などを務めていた。また、教育出版の高等学校用倫理教科書の著者であり、全128ページのうち82ページを現代社会の諸問題に割く教科書を作っている。

### 主張
「身体」を「からだ」と読む（捉える）鷲田は、「身体」は自分がどのように経験するかという視点から見たとき、「身体」は、「像（イメージ）」でしかありえないと指摘している。「身体」のなかで自分がじかに見たり触れたりして確認できるのは、手や足といったつねにその断片でしかなく、胃のような「身体」の内部はもちろんのこと、背中や後頭部さえじかに見ることはできない。そして自分の感情が露出してしまう顔もじかにみることはできない。「身体」を知覚するための情報は実に乏しく、自分の「身体」の全体像は、離れてみればこう見えるだろうという想像に頼るしかない。つまり、自分の「身体」は、「像（イメージ）」でしかありえないことになる。

### 受賞
- 1989年：第10回サントリー学芸賞思想・歴史部門受賞（『分散する理性』『モードの迷宮』）[3]
- 2000年：第3回桑原武夫学芸賞受賞（『「聴く」ことの力』）[3]
- 2012年：第63回読売文学賞評論・伝記賞受賞（『「ぐずぐず」の理由』）[3]
- 2025年：第37回和辻哲郎文化賞学術部門受賞（『所有論』）[13]

栄典
- 2004年：紫綬褒章受章[3]
- 2019年：京都市文化功労者表彰[14]
- 2022年：京都府文化賞特別功労賞受賞

社会的活動
- 大阪創造都市市民会議発起人

## 人物
家族・親族
長男の鷲田めるろはキュレーターで、哲学者のメルロ＝ポンティに因んで名づけられた。次男の安達もじり（母方の姓を名乗っている）はテレビドラマ演出家で、画家のアメデオ・モディリアーニに因んで名づけられた。

## 年譜
＜主な出典：＞
- 1962年3月 京都市立醒泉小学校卒業。
- 1965年3月 京都学芸大学附属中学校卒業。
- 1968年3月 京都教育大学教育学部附属高等学校卒業。
- 1972年3月 京都大学文学部哲学科卒業。
- 1974年3月 同大学大学院文学研究科修士課程哲学専攻修了。
- 1977年3月 同大学大学院文学研究科博士課程哲学専攻単位取得退学。
- 1978年4月 関西大学文学部哲学科講師。
- 1981年4月 同大学文学部助教授。
- 1988年4月 同大学文学部教授。
- 1992年4月 大阪大学文学部助教授
- 1996年4月 同大学文学部教授。
- 1999年4月 同大学大学院文学研究科教授。
- 2003年8月 同大学大学院文学研究科長・文学部長。
- 2004年4月 同大学理事・副学長。
- 2007年8月 第16代大阪大学総長[18]。
- 2011年
  - 8月 大阪大学総長退任（任期満了）、同大学を退職。
  - 9月 大谷大学文学部哲学科教授、大阪大学名誉教授。
- 2013年4月 せんだいメディアテーク館長[19]（現任中[注釈 1]）。
- 2015年
  - 3月 大谷大学文学部教授 定年退職[20]。
  - 4月 京都市立芸術大学理事長・学長、4月1日から『朝日新聞』朝刊1面に「折々のことば」連載開始。
- 2019年
  - 3月 京都市立芸術大学理事長・学長を退任[21]。
  - 4月 京都市立芸術大学名誉教授[22]。
- 2024年4月 京都コンサートホール館長に就任[23][24]。
- 2025年4月 せんだいメディアテーク館長を退任[25]。

## 著書

### 単著
- 『分散する理性』勁草書房、1989年4月。ISBN 9784326152155。
  - 『現象学の視線 分散する理性』講談社〈講談社学術文庫〉、1997年10月。ISBN 9784061593022。
- 『モードの迷宮』中央公論社、1989年4月。ISBN 9784120017926。
  - 『モードの迷宮』筑摩書房〈ちくま学芸文庫〉、1996年1月。ISBN 9784480082442。
- 『ファッションという装置』河合文化教育研究所〈河合ブックレット 17〉、1989年4月。ISBN 9784879999160。
- 『夢のもつれ』北宋社、1993年2月。ISBN 9784938620431。
  - 『夢のもつれ』角川学芸出版〈角川ソフィア文庫 357〉、2007年9月。ISBN 9784044075019。
- 『最後のモード』人文書院、1993年1月。ISBN 9784409040270。
- 『人称と行為』昭和堂、1995年2月。ISBN 9784812295014。
- 『見られることの権利「顔」論』メタローグ、1995年6月。ISBN 9784839820060。
  - 『顔の現象学 見られることの権利』講談社〈講談社学術文庫〉、1998年11月。ISBN 9784061593534。
- 『ちぐはぐな身体 ファッションって何？』筑摩書房〈ちくまプリマーブックス 93〉、1995年10月。ISBN 9784480041937。
  - 『ちぐはぐな身体 ファッションって何？』筑摩書房〈ちくま文庫〉、2005年1月。ISBN 9784480420428。
- 『だれのための仕事 労働VS余暇を超えて』岩波書店〈21世紀問題群ブックス 9〉、1996年3月。ISBN 9784000044295。
  - 『だれのための仕事 労働VS余暇を超えて』講談社〈講談社学術文庫〉、2011年12月。ISBN 9784062920872。
- 『じぶん・この不思議な存在』講談社〈講談社現代新書〉、1996年7月。ISBN 9784061493155。
- 『メルロ=ポンティ 可逆性』講談社〈現代思想の冒険者たち 18〉、1997年7月。ISBN 9784062743563。
  - 『メルロ=ポンティ 可逆性』講談社〈現代思想の冒険者たちSelect〉、2003年7月。ISBN 9784062743563。
  - 『メルロ=ポンティ 可逆性』講談社〈講談社学術文庫〉、2020年10月。ISBN 9784065212608。
- 『ひとはなぜ服を着るのか』日本放送出版協会〈NHK人間大学〉、1997年10月。ISBN 9784141889922。
  - 『ひとはなぜ服を着るのか』日本放送出版協会〈NHKライブラリー No.96〉、1998年11月。ISBN 9784140840962。
  - 『ひとはなぜ服を着るのか』筑摩書房〈ちくま文庫〉、2012年10月。ISBN 9784480429902。
- 『普通をだれも教えてくれない』潮出版社〈潮ライブラリー〉、1998年6月。ISBN 9784267015038。
  - 『新編 普通をだれも教えてくれない』筑摩書房〈ちくま学芸文庫〉、2010年2月。ISBN 9784480092700。
- 『悲鳴をあげる身体』PHP研究所〈PHP新書 058〉、1998年11月。ISBN 9784569603094。
- 『「聴く」ことの力 臨床哲学試論』TBSブリタニカ、1999年7月。ISBN 9784484992037。
  - 『「聴く」ことの力 臨床哲学試論』筑摩書房〈ちくま学芸文庫〉、2015年4月。ISBN 9784480096685。
- 『皮膚へ 傷つきやすさについて』思潮社、1999年11月。ISBN 9784783715887。
- 『五界彷徨 夢のもつれ・2』北宋社、1999年11月。ISBN 9784894630291。
- 『てつがくを着て、まちを歩こう ファッション考現学』同朋舎、2000年4月。ISBN 9784810426038。
  - 『てつがくを着て、まちを歩こう ファッション考現学』筑摩書房〈ちくま学芸文庫〉、2006年6月。ISBN 9784480089878。
- 『ことばの顔』中央公論新社、2000年10月。ISBN 9784120030598。
  - 『ことばの顔』中央公論新社〈中公文庫〉、2004年4月。ISBN 9784122043527。
- 『働く女性のための哲学クリニック』朝日新聞社〈アエラブックス〉、2001年2月。ISBN 9784023303461。
  - 『くじけそうな時の臨床哲学クリニック』筑摩書房〈ちくま学芸文庫〉、2011年8月。ISBN 9784480093943。
- 『まなざしの記憶 だれかの傍らで』植田正治、TBSブリタニカ、2000年12月。ISBN 9784484004143。
  - 『まなざしの記憶』植田正治写真、KADOKAWA〈角川文庫〉、2016年4月。ISBN 9784044000837。
- 『気持ちのいい話？ 鷲田清一対談集』思潮社、2001年4月。ISBN 9784783715986。
- 『「弱さ」のちから ホスピタブルな光景』講談社、2001年9月。ISBN 9784062107174。
  - 『「弱さ」のちから ホスピタブルな光景』講談社〈講談社学術文庫〉、2014年11月。ISBN 9784062922678。
- 『「哲学」と「てつがく」のあいだ 書論集』みすず書房、2001年10月。ISBN 9784622048121。
- 『死なないでいる理由』小学館、2002年5月。ISBN 9784093873444。
  - 『死なないでいる理由』角川学芸出版〈角川文庫〉、2008年12月。ISBN 9784044075026。
- 『時代のきしみ 〈わたし〉と国家のあいだ』TBSブリタニカ、2002年5月。ISBN 9784484022055。
- 『老いの空白』弘文堂〈シリーズ生きる思想 4〉、2003年6月。ISBN 9784335000539。
  - 『老いの空白』岩波書店〈岩波現代文庫 社会279〉、2015年1月。ISBN 9784006032791。
- 『教養としての「死」を考える』洋泉社〈新書y 108〉、2004年4月。ISBN 9784896918083。
- 『「想像」のレッスン』NTT出版〈NTT出版ライブラリーレゾナント 015〉、2005年10月。ISBN 9784757141278。
  - 『想像のレッスン』筑摩書房〈ちくま文庫〉、2019年5月。ISBN 9784480435828。
- 『感覚の幽い風景』紀伊国屋書店、2006年7月。ISBN 9784314010078。
  - 『感覚の幽い風景』中央公論新社〈中公文庫〉、2011年4月。ISBN 9784122054684。
- 『「待つ」ということ』角川学芸出版〈角川選書 396〉、2006年8月。ISBN 9784047033962。
- 『京都の平熱 哲学者の都市案内』鈴木理策写真、講談社、2007年3月。ISBN 9784062138123。
  - 『京都の平熱 哲学者の都市案内』鈴木理策写真、講談社〈講談社学術文庫〉、2013年4月。ISBN 9784062921671。
- 『思考のエシックス 反・方法主義論』ナカニシヤ出版、2007年6月。ISBN 9784779500909。
- 『噛みきれない想い』角川学芸出版、2009年7月。ISBN 9784046214690。
  - 『大事なものは見えにくい』角川学芸出版〈角川文庫〉、2012年11月。ISBN 9784044075033。
- 『シニアのための哲学 時代の忘れもの』日本放送出版協会〈こころをよむ〉、2009年6月。ISBN 9784149106953。
- 『わかりやすいはわかりにくい？ 臨床哲学講座』筑摩書房〈ちくま新書 832〉、2010年3月。ISBN 9784480065391。
- 『たかが服、されど服 ヨウジヤマモト論』集英社、2010年3月。ISBN 9784087712896。
- 『「顔」という現象』科学技術振興機構社会技術研究開発センター〈社会技術レポート No.17〉、2010年7月。
- 『「ぐずぐず」の理由』角川学芸出版〈角川選書 494〉、2011年8月。ISBN 9784047034945。
- 『語りきれないこと 危機と傷みの哲学』角川学芸出版〈角川oneテーマ21〉、2012年2月。ISBN 9784041101094。
- 『「ひと」の現象学』筑摩書房、2013年3月。ISBN 9784480843012。
  - 『「ひと」の現象学』筑摩書房〈ちくま学芸文庫〉、2020年1月。ISBN 9784480099655。
- 『おとなの背中』角川学芸出版、2013年9月。ISBN 9784046532862。
  - 『人生はいつもちぐはぐ』KADOKAWA〈角川文庫〉、2016年10月。ISBN 9784044001834。
- 『パラレルな知性』晶文社〈犀の教室〉、2013年10月。ISBN 9784794968128。
- 『「自由」のすきま』KADOKAWA、2014年3月。ISBN 9784046532985。
- 『哲学の使い方』岩波書店〈岩波新書 新赤版 1500〉、2014年9月。ISBN 9784004315001。
- 『しんがりの思想 反リーダーシップ論』KADOKAWA〈角川新書〉、2015年4月。ISBN 9784040820071。
- 『素手のふるまい アートがさぐる「未知の社会性」』朝日新聞出版、2016年7月。ISBN 9784022513922。
  - 『素手のふるまい 芸術で社会をひらく』朝日新聞出版〈朝日文庫〉、2020年9月。ISBN 9784022620262。
- 『濃霧の中の方向感覚』晶文社、2019年2月。ISBN 9784794970664。
- 『生きながらえる術』講談社、2019年5月。ISBN 9784065156612。
- 『岐路の前にいる君たちに 鷲田清一式辞集』朝日出版社、2019年12月。ISBN 9784255011417。
- 『「ひと」の現象学』筑摩書房〈ちくま学芸文庫〉、2020年1月。ISBN 9784480099655。
- 『二枚腰のすすめ 鷲田清一の人生案内』世界思想社〈教養みらい選書〉、2020年6月。ISBN 9784790717423。
- 『つかふ 使用論ノート』小学館、2021年1月。ISBN 9784093888059。
- 『だんまり、つぶやき、語らい じぶんをひらくことば』講談社、2021年10月。ISBN 9784065252895。
- 『所有論』講談社、2024年2月。ISBN 9784065342725。
- 『「透明」になんかされるものか 鷲田清一 エッセイ集』朝日出版社、2025年5月。ISBN 9784255013954。

### 編著
- 『ファッション学のすべて』新書館〈ハンドブック・シリーズ〉、1998年6月。ISBN 9784403250347。
- 『倫理 自己を見つめて』教育出版、2003年1月。
  - 『新倫理 自己を見つめて』教育出版、2009年1月。ISBN 9784316201047。
- 『<食>は病んでいるか 揺らぐ生存の条件』ウェッジ〈ウェッジ選書 14〉、2003年5月。ISBN 9784900594630。
- 『夢みる身体 Fantasy』岩波書店〈身体をめぐるレッスン 1〉、2006年11月。ISBN 9784000267274。
- 『服と自分』岩崎書店〈シリーズ・服と社会を考える 1〉、2007年3月。ISBN 9784265048816。
- 『服とコミュニケーション』岩崎書店〈シリーズ・服と社会を考える 2〉、2007年3月。ISBN 9784265048823。
- 『服の力』岩崎書店〈シリーズ・服と社会を考える 3〉、2007年3月。ISBN 9784265048830。
- 『実存・構造・他者 モダンとポストモダン』中央公論新社〈哲学の歴史 第12巻〉、2008年4月。ISBN 9784124035292。

### 共著
- 今村仁司、三島憲一、鷲田清一、野家啓一『現代思想の源流』講談社〈現代思想の冒険者たち〉、1996年5月。ISBN 9784062659000。
  - 今村仁司、三島憲一、鷲田清一、野家啓一『現代思想の源流』講談社〈現代思想の冒険者たちSelect〉、2003年6月。ISBN 9784062743518。
- 松井陽和、鷲田清一、梅原賢一郎、河合俊雄『現代芸術を学ぶ 美と創作シリーズ 失われた身体を求めて』角川書店〈美と創作シリーズ〉、1999年5月。ISBN 9784046513144。
- 加藤典洋、多田道太郎、鷲田清一『立ち話風哲学問答』朝日新聞社、2000年5月。ISBN 9784022574695。
- 河合隼雄、鷲田清一『臨床とことば 心理学と哲学のあわいに探る臨床の知』TBSブリタニカ、2003年2月。ISBN 9784484032023。
  - 河合隼雄、鷲田清一『臨床とことば』朝日新聞出版〈朝日文庫〉、2010年4月。ISBN 9784022616623。
- 鷲田清一、永江朗『てつがくこじんじゅぎょう「殺し文句」から入る哲学入門』バジリコ〈木星叢書〉、2008年2月。ISBN 9784862380685。
  - 鷲田清一、永江朗『哲学個人授業「殺し文句」から入る哲学入門』筑摩書房〈ちくま文庫〉、2011年4月。ISBN 9784480428219。
- 鷲田清一、内田樹『大人のいない国 成熟社会の未熟なあなた』プレジデント社〈ピンポイント選書〉、2008年10月。ISBN 9784833418881。
  - 鷲田清一、内田樹『大人のいない国』文藝春秋〈文春文庫〉、2013年8月。ISBN 9784167838546。
- 鷲田清一、内田樹、釈徹宗、平松邦夫『おせっかい教育論』140B、2010年10月。ISBN 9784903993102。
- 石黒浩、鷲田清一『生きるってなんやろか？ 科学者と哲学者が語る、若者のためのクリティカル「人生」シンキング』毎日新聞社、2011年3月。ISBN 9784620320199。
- 鷲田清一、赤坂憲雄『東北の震災と想像力 われわれは何を負わされたのか』講談社、2012年3月。ISBN 9784062175326。
- 姜尚中、高村薫、鷲田清一、本多弘之『日本人の度量 3・11で「生まれ直す」ための覚悟』講談社〈講談社+α文庫〉、2014年2月。ISBN 9784062728409。
- 岩田健太郎、内田樹、鷲田清一『医療につける薬 内田樹・鷲田清一に聞く』筑摩書房〈筑摩選書 0092〉、2014年6月。ISBN 9784480015969。
- 内田樹、小田嶋隆、想田和弘、高橋源一郎、中島岳志、中野晃一、平川克美、孫崎亨 ほか『街場の憂国会議―日本はこれからどうなるのか―』晶文社、2014年。ISBN 9784794968142。
- 鷲田清一、徳永進『ケアの宛先 臨床医、臨床哲学を学びに行く』雲母書房、2014年6月。ISBN 9784876723331。
- 鷲田清一、山極壽一『都市と野生の思考』集英社インターナショナル〈インターナショナル新書〉、2017年8月。ISBN 9784797680133。
- 鷲田清一、佐々木幹郎、山室信一、渡辺裕『大正=歴史の踊り場とは何か 現代の起点を探る』講談社〈講談社選書メチエ 674〉、2018年5月。ISBN 9784065116395。

### 共編
- 青木隆嘉、西谷敬、鷲田清一 編『実践哲学の現在』世界思想社〈世界思想ゼミナール〉、1992年1月。ISBN 9784790704164。
- 川本隆史、須藤訓任、水谷雅彦 ほか 編『マイクロ・エシックス 小銭で払う倫理学』昭和堂、1993年9月。ISBN 9784812293119。
- 木田元、野家啓一、村田純一 ほか 編『現象学事典』弘文堂、1994年3月。
  - 木田元、野家啓一、村田純一 ほか 編『現象学事典』（縮刷版）弘文堂、2014年5月。ISBN 9784335150579。
- 鷲田清一、野家啓一 編『20世紀を震撼させた100冊』出窓社、1998年9月。ISBN 9784931178168。
- 大庭健、鷲田清一 編『所有のエチカ』ナカニシヤ出版〈叢書倫理学のフロンティア 3〉、2000年10月。ISBN 9784888485906。
- 坂部恵、藤田正勝、鷲田清一 編『九鬼周造の世界』ミネルヴァ書房、2002年10月。ISBN 9784623036486。
- 鷲田清一、野村雅一 編『表象としての身体』大修館書店〈叢書・身体と文化 3〉、2005年6月。ISBN 9784469163438。
- 谷川俊太郎、鷲田清一、河合俊雄 編『臨床家 河合隼雄』岩波書店、2009年9月。ISBN 9784000255646。
- 大澤真幸、吉見俊哉、鷲田清一 編『現代社会学事典』弘文堂、2012年12月。ISBN 9784335551482。
- 林文子、真鍋政義、北村晴男 ほか 編『賢人の問題解決術 失敗を成功に変える思考法。敵を知り、己を知れば、道は開ける！』幻冬舎、2013年6月。ISBN 9784344902701。
- 御厨貴、橋本寿朗、鷲田清一 編『わが記憶、わが記録 堤清二×辻井喬オーラルヒストリー』中央公論新社、2015年11月。ISBN 9784120047770。

### 翻訳
- リチャード・マーティン（英語版）『ファッションとシュルレアリスム』Edition Wacoal、1991年3月。ISBN 9784900544031。

### 共訳
- E.ルモワーヌ・ルッチオーニ（フランス語版） 著、鷲田清一・柏木治 訳『衣服の精神分析』産業図書、1993年5月。ISBN 9784782800799。
- B.ヴァルデンフェルス 著、山口一郎・鷲田清一 訳『講義・身体の現象学 身体という自己』知泉書館、2004年4月。ISBN 9784901654302。

## 関連書
- 『現代思想』2023年5月臨時増刊号「総特集＝鷲田清一」（2023年4月。ISBN 978-4-7917-1445-2）。